# DB13W3
Il DB13W3 (anche noto come 13W3) è un particolare genere di connettore D-subminiature comunemente usato come un connettore video analogico che è stato usato principalmente nelle workstation di Sun Microsystems, Silicon Graphics e IBM RISC, così come su alcuni visualizzatori di Apple Inc., di NeXT Computer e di Intergraph Corporation. Questo connettore non viene più utilizzato sui moderni visualizzatori, sui quali ora vengono montati i connettori VGA o DVI.
Il connettore DB13W3 può essere convertito in un connettore VGA standard usando cavi e adattatori comunemente disponibili. Questi permettono ai monitor moderni di collegarsi a queste workstation.